# Saenura flava
Saenura flava là một loài bướm đêm thuộc phân họ Arctiinae, họ Erebidae.